# Дутчак Віолетта Григорівна
Дутчак Віолетта Григорівна — українська бандуристка, музикознавець, педагог .

## Життєпис
Народилася 24 жовтня 1966 року в м. Городенка Івано-Франківської області. Навчалася в Івано-Франківському музичному училищі імені Д.Січинського (1981—1985), Львівській консерваторії імені М.Лисенка (1985—1990) за спеціальністю «бандура». В 1990 закінчила Львівську консерваторію клас В. Герасименка. Працювала викладачем бандури в Івано-Франківському музичному училищі ім. Д.Січинського (1990-1999). З 1999 р. - доцент, професор Прикарпатського національного університету імені Василя Стефаника. Завідувач кафедри народних інструментів і музичного фольклору (2007—2016), завідувач кафедри музичної україністики та народно-інструментального мистецтва Прикарпатського національного університету ім. В. Стефаника (з 2016) .
Гастролювала в Україні та за кордоном (Польща, Угорщина, Росія, Німеччина, Велика Британія, Румунія, Латвія, Литва). Керівник Ансамблю бандуристів Прикарпатського національного університету імені Василя Стефаника. Керівник квартету бандуристів «Ґердан». Учасник багатьох Всеукраїнських (Київ, Тернопіль, Ялта) та Міжнародних фестивалів бандуристів (Перемишль, Польща).

## Премії, нагороди та звання
- Кандидат мистецтвознавства (1996). Доктор мистецтвознавства (2014).
- Доцент (2001). Професор (2012).
- Лауреат Всеукраїнського конкурсу бандуристів (виконавців на народних інструментах).  Івано-Франківськ, 1988 р.
- Лауреат Івано-Франківської обласної премії ім. Д.Січинського в галузі музичного мистецтва (2005) за музикознавчі дослідження, творчу та виконавську діяльність [3].
- Лауреат премії Івано-Франківської обласної організації ВУТ «Просвіта» ім. Марійки Підгірянки за концертно-виконавську діяльність (2005).
- Лауреат Івано-Франківської обласної премії ім. Б.Бойка в галузі журналістики (2020) [4][5]
- Відмінник освіти України (2006).
- Нагороджена нагрудним знаком МОН України «За освітні та наукові досягнення» (2015).
- Член Національної спілки композиторів України  (з 1998). Член Національної спілки кобзарів України (з 2002).
- Голова Івано-Франківської обласної організації Національної спілки кобзарів України (2002).
- Член редколегії наукового вісника Прикарпатського національного університету ім. В. Стефаника серії «Мистецтвознавство» (відповідальний секретар - з 1999, головний редактор - з 2018).

## Праці
- 1. Ой три шляхи широкії: Збірник романсів українських композиторів-класиків для голосу в супроводі бандури / Перекладення і упорядкування.  Київ: Музична Україна, 1993.  55 с.
- 2. Аранжування для бандури /Навчально-методичний посібник для студентів спеціальностей «Музичне виховання» та «Музичне мистецтво». Івано-Франківськ: Плай, 2001. 90 с.
- 3. Любіть Україну / Збірник пісень для ансамблів бандуристів./Упорядкування, аранжування, обробка. Івано-Франківськ: Плай, 2003. 132с.
- 4. Кобзареві струни: Вокальні твори на слова Т. Шевченка в супроводі бандури. / Упорядкування, аранжування, обробка, вступне слово. Івано-Франківськ: Гостинець, 2004.  80 с.
- 5. Христина Фіцалович: «У ролях моя біографія…» / Загальна редакція, упорядкування, І розділ. вано-Франківськ : Вид. І.Третяк, 2008. 176 с.
- 6. «Дзвеніть могутньо, святі бандури… До 40-річчя Івано-Франківської муніципальної капели бандуристів»: музично-краєзнавче видання. / у співавторстві з С.Я.Жовніровичем, М.О.Шевченко. Івано-Франківськ : Нова Зоря, 2009. 148 с.
- 7. Вища педагогічна освіта і наука України : історія, сьогодення та перспективи розвитку. Івано-Франківська область [колективна монографія]. Розділ «Музика». К. : Знання, 2010. С. 172–178.
- 8. Станіславів-Станіслав-Івано-Франківськ (до 350-річчя Івано-Франківська): монографія / керівник авт. колективу, гол.ред. В.Великочий. – Івано-Франківськ-Львів-Київ : Манусткрипт-Львів, 2012. 584 с. (Розділ 4. Культурно-мистецька мозаїка Франкового міста, підрозділ 4.3. Музична культура – у співавторстві з Г.Карась. С. 464–487.).
- 9. Культурно-мистецька панорама Івано-Франківська. 350-річчю наданню міста магдебурзького права присвячується. (розділи «Осередки творчих мистецьких спілок» С. 95–109; Вища музична освіта  С. 117–128; у співавторстві з Г. Карась  розділи «Музична культура полі етнічного міста» – С. 31–72; «Установи клубного типу та центри дозвілля» С. 73–79. Івано-Франківськ : Місто НВ, 2012. – 180 с.+60 іл.
- 10. «Христос родився!». Коляди на Різдво Христове. Уклав для фортепіано Денис Січинський : Нотне навчальне видання. Упорядкування та підготовка до друку Віолетти Дутчак та Ірини Новосядлої. Івано-Франківськ : Прикарпатський національний університет імені В. Стефаника, 2012. 40 с.
- 11. Дутчак В. Бандурне мистецтво українського зарубіжжя: монографія. Івано-Франківськ: Фоліант, 2013. 488 с. + 72 іл.
- 12. Dutchak V. METHODOLOGICAL PRINCIPLES OF COMPLEX RESEARCH OF UKRAINIAN DIASPORA ART. Art  criticism: challenges  of  the XXI century :  collective  monograph  / A. I. Dushniy, V. G. Dutchak, A. Ya. Stashevskyi, M. Strenacikova, etc. Lviv-Toruń: Liha-Pres, 2019. Р. 25-45.[6]
- 13. Dutchak V. “INDEPENDENCE ERA” FOLKLORE FESTIVALS IN WESTERN UKRAINE: TYPOLOGY, CHARACTERISTIC, FUNCTIONS. The role of culture and art in social and humanitarian development of modern society : collective monograph / A. I. Dushniy, V. G. Dutchak, A. Ya. Stashevskyi, M. Strenacikova, etc. Lviv-Toruń : Liha-Pres, 2019. Р. 18 – 35.[7]
- 14. Dutchak V. SOUND RECORDING DYNAMICS IN BANDURA ART OF UKRAINIAN DIASPORA IN THE XX – THE BEGINNING OF XXI CENTURIES. Culture and arts in the educational process of the modernity : collective monograph / A. I. Dushniy, V. G. Dutchak, Yu. Medvedyk, I. O. Stashevska, etc. Lviv-Toruń : Liha-Pres, 2019. Р. 17 –37.[8]

## Наукові статті
(більше 200).

## Радіопередачі
- 1. Авторська рубрика в щотижневій передачі «Поклик віри» — «Канти і псальми в українській музичній культурі» — Івано-Франківське обласне радіо, протягом листопада 2000 — квітня 2001 р.
- 2. Цикл щотижневих авторських радіопередач «Струни душі. Бандурне мистецтво України і діаспори» — Івано-Франківське обласне радіо, протягом вересня 2001 — травня 2002 р.
- 3. «Мистецькі стежки Володимира Луціва» — Івано-Франківське обласне радіо, — 10 травня 2002 р.
- 4. «До 125-річчя від дня народження Гната Хоткевича» (2 частини) — Івано-Франківське обласне радіо, — 1, 2 січня 2003 р.
- 5. До ювілею заслуженого працівника культури України, керівника капели бандуристів м. Івано-Франківська Марти Шевченко. — Івано-Франківське обласне радіо. — 3 листопада 2004 р.
- 6. Український дух Перемишля (Музичне життя та освіта українців Перемишля). — Івано-Франківське обласне радіо. — 29 листопада 2004 р.
- 7. Кобзарська коляда. — Івано-Франківське обласне радіо. — 21 січня 2005 р.
- 8. Кобзареві струни. — Івано-Франківське обласне радіо. — 13 березня 2005 р.
- 9. Радіоцикл «Дзвени, бандуро» (5 передач). — Івано-Франківське обласне радіо. — травень 2005 р.
- 10. Співає Богдан Грицишин. — Івано-Франківське обласне радіо. — 6 вересня 2005 р.
- 11. Пам'яті композитора Богдана Янівського. — Івано-Франківське обласне радіо. — 7 вересня 2005 р.
- 12. Дороги і пісні долі Дениса Січинського — До 140-річчя композитора Д. Січинського. — Івано-Франківське обласне радіо. — 29 вересня 2005 р.
- 13. Останні пісні Богдана Янівського. — Івано-Франківське обласне радіо. — 11 жовтня 2005 р.
- 14. Радіоцикл «До 100-річчя бандурного мистецтва на Прикарпатті» (7 передач). — Івано-Франківське обласне радіо. — травень-червень 2006 р.
- 15. Ювілей Б. Грицишина — Івано-Франківське обласне радіо. — 30 червня 2006 р.
- 16. Не забудь. — 65 років від дня народження Богдана Янівського. — І програма Національного радіо. — 4 липня 2006 р.
- 17. Не забудь. — 65 років від дня народження Богдана Янівського. — Івано-Франківське обласне радіо. — 4 липня 2006 р.
- 18. Вічний і молодий голос бандури. — Івано-Франківське обласне радіо. — 28 грудня 2006 р.